# Cây

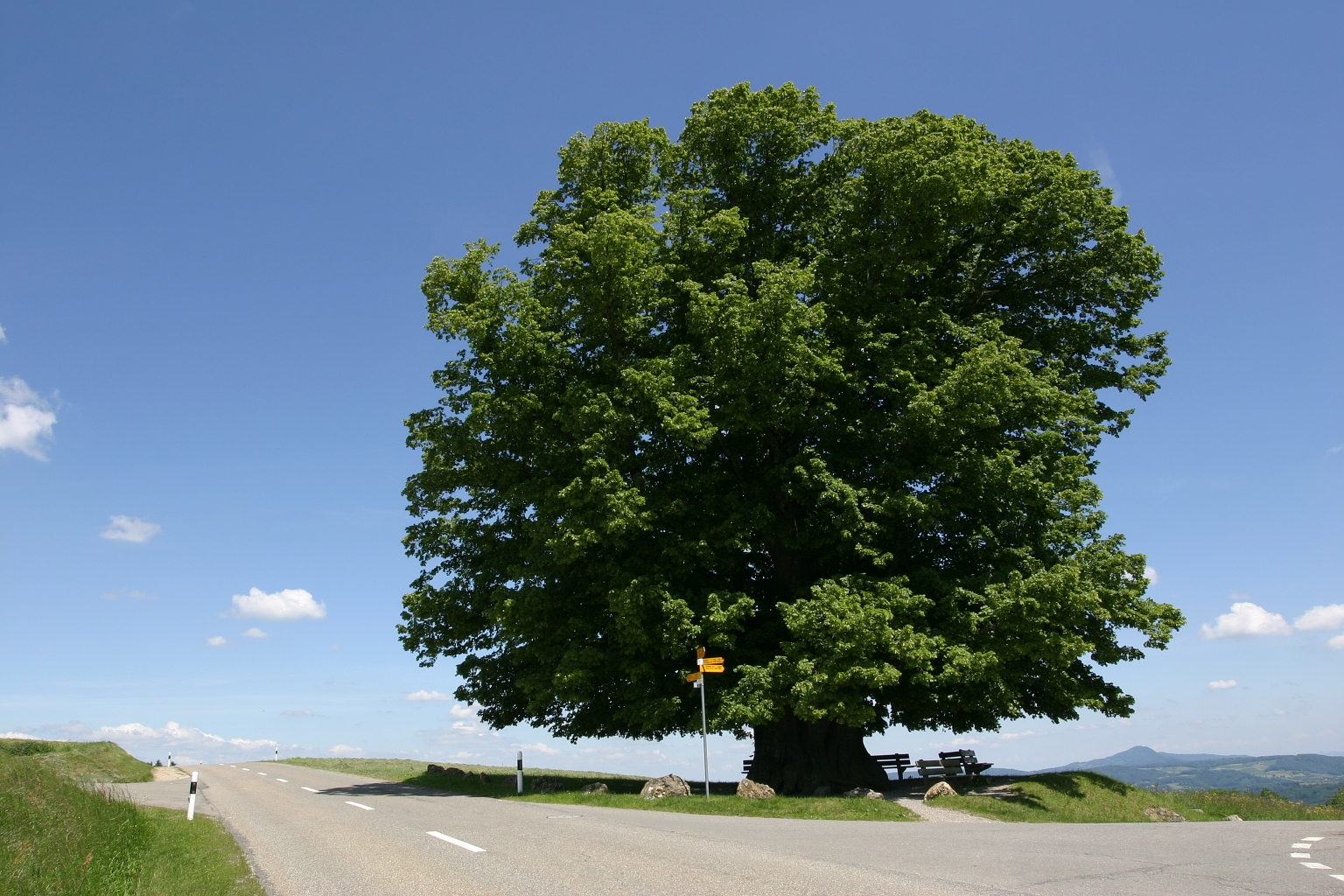

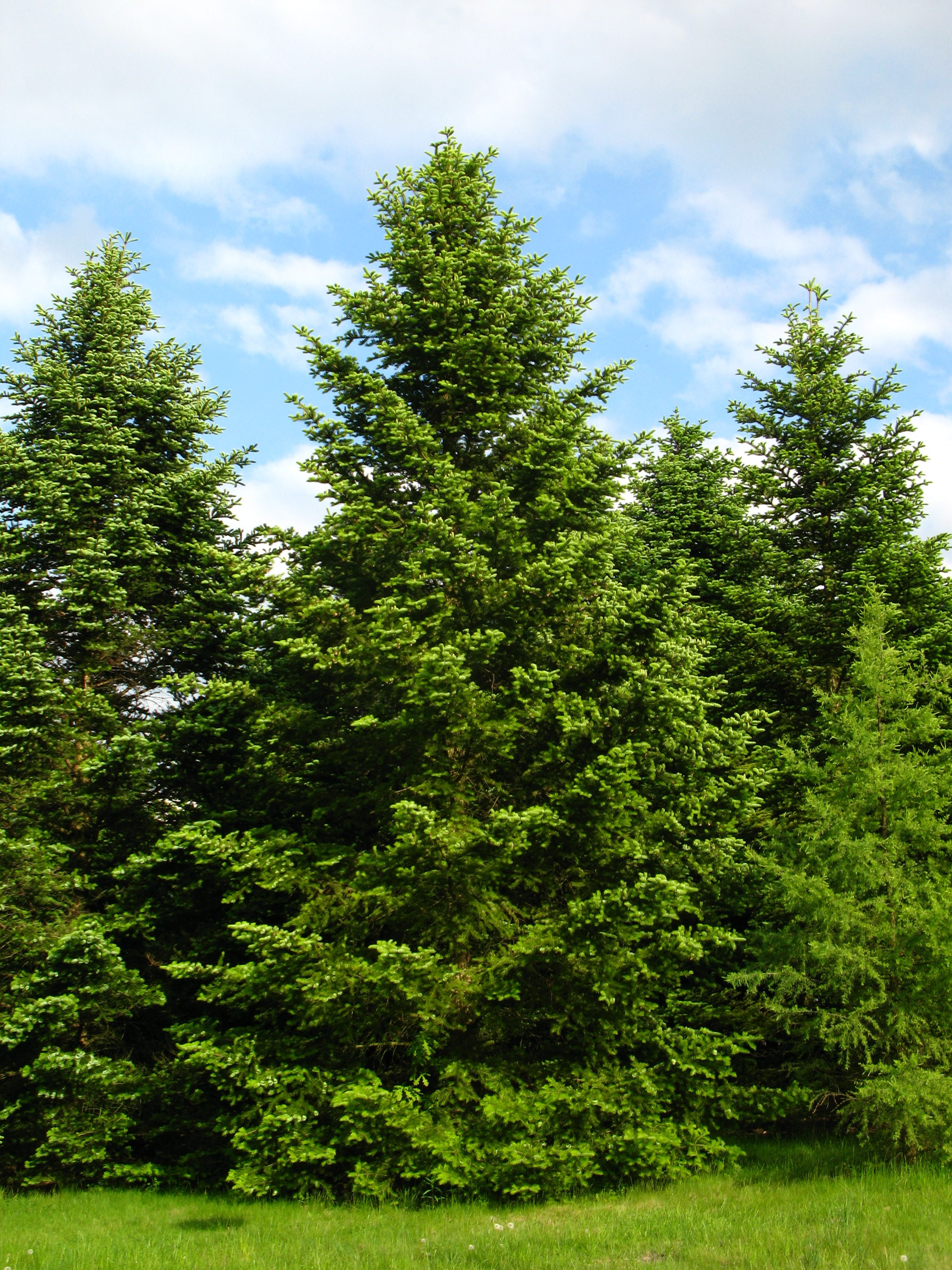
Cây thông châu Âu (Larix decidua), một loại cây lá kim cũng rụng lá

Trong thực vật học, cây là một cây lâu năm có thân thon dài, hoặc thân, hỗ trợ cành và lá ở hầu hết các loài. Trong một số cách sử dụng, định nghĩa của cây có thể hẹp hơn, bao gồm chỉ những cây gỗ có sự sinh trưởng thứ cấp, những cây có thể sử dụng như gỗ hoặc cây trên độ cao quy định. Theo nghĩa rộng hơn thì, những cây cau cao, cây dương xỉ, chuối và tre cũng là một loại cây. Cây không phải là một nhóm phân loại nhưng bao gồm nhiều loài thực vật đã phát triển, tiến hoá một thân cây một cách độc lập và các nhánh cũng leo trên các cây khác để có thể lấy được ánh sáng mặt trời. Cây có xu hướng sống lâu, một số đạt đến vài nghìn năm tuổi. Cây đã tồn tại trong 370 triệu năm. Người ta ước tính rằng có khoảng ba nghìn tỷ cây trưởng thành trên thế giới.
Một cây thường có nhiều nhánh nhỏ ở cách mặt đất bằng thân cây. Thân cây này thường chứa mô gỗ để tăng sức mạnh và mô mạch máu để mang vật liệu từ phần này sang phần khác. Đối với hầu hết các cây, nó được bao quanh bởi một lớp vỏ cây để làm hàng rào bảo vệ. Dưới mặt đất, các nhánh rễ và lan rộng ra; Chúng phục vụ để leo cây và hút độ ẩm và chất dinh dưỡng từ đất. Trên mặt đất, các nhánh chia thành các nhánh nhỏ hơn và chồi. Các chồi thường mang lá, thu năng lượng ánh sáng và chuyển hóa thành đường bằng quang hợp, cung cấp thức ăn cho sự tăng trưởng và phát triển của cây.
Cây thường sinh sản bằng hạt. Hoa và quả của nó có thể có mặt, nhưng một số cây, như cây lá kim, thì có nón phấn hoa và nón hạt. Cây cọ, chuối và tre cũng tạo ra hạt, nhưng  dương xỉ cây tạo ra bào tử thay thế. Cây xanh đóng một vai trò quan trọng trong việc giảm xói mòn và điều tiết khí hậu. Chúng loại bỏ carbon dioxide trong khí quyển và lưu trữ một lượng lớn carbon trong các mô của chúng. Cây và rừng cung cấp môi trường sống cho nhiều loài động vật và thực vật. Rừng mưa nhiệt đới là một trong những môi trường sống đa dạng sinh học nhất trên thế giới. Cây xanh cung cấp bóng mát và nơi trú ẩn, gỗ để xây dựng, nhiên liệu để nấu ăn và sưởi ấm, và trái cây cho thực phẩm cũng như có nhiều công dụng khác. Ở nhiều nơi trên thế giới, rừng bị thu hẹp khi cây cối bị chặt phá để tăng diện tích đất dành cho nông nghiệp. Vì tuổi thọ và tính hữu dụng của chúng, cây cối luôn được tôn kính, với những khu rừng lạ ở nhiều nền văn hóa khác nhau và chúng đóng một vai trò lớn trong nhiều câu chuyện nổi tiếng của thế giới.

## Định nghĩa
Mặc dù "cây" là một thuật ngữ của cách nói thông thường, nhưng không có định nghĩa chính xác công nhận những loại gì thì được gọi là cây cả trong thực vật học và ngôn ngữ phổ thông.
Trong nghĩa rộng, cây thân gỗ là bất cứ loài thực vật nào có thân dài, nâng đỡ bộ lá quang hợp hoặc có nhánh mọc trên thân cây. Cây cũng được định nghĩa theo chiều cao, với các cây nhỏ hơn được gộp vào nhóm cây bụi, tuy nhiên, chiều cao tối thiểu được định nghĩa thay đổi trong khoảng rộng từ 10 m đến 0,5 m. Theo các định nghĩa này, các loài thân thảo lớn như đu đủ và chuối cũng được gọi là cây, mặc dù không được coi là cây theo định nghĩa chặt chẽ hơn.
Tiêu chuẩn khác thường được thêm vào đĩnh nghĩa về cây thân gỗ là chúng có thân bằng gỗ. Theo định nghĩa này thì nó loại trừ các cây thân thảo như chuối và đu đủ. Các loài Monocot như tre và họ cau có thể được xem là cây thân gỗ theo định nghĩa này. Mặc dù là thân thảo và không trải qua quá trình phát triển thứ cấp và không bao giờ tạo ra gỗ, cau và tre có thể tạo ra các thớ gỗ gỗ giả bằng các tế bào hóa gỗ được tạo ra thông quan quá trình phát triển ban đầu.
Bên cạnh những định nghĩa về cấu trúc, cây thân gỗ cũng thường được định nghĩa theo chức năng sử dụng. Cây thân gỗ có thể được định nghĩa là các loài thực vật có thể sản xuất ra gỗ.

## Lịch sử tiến hóa

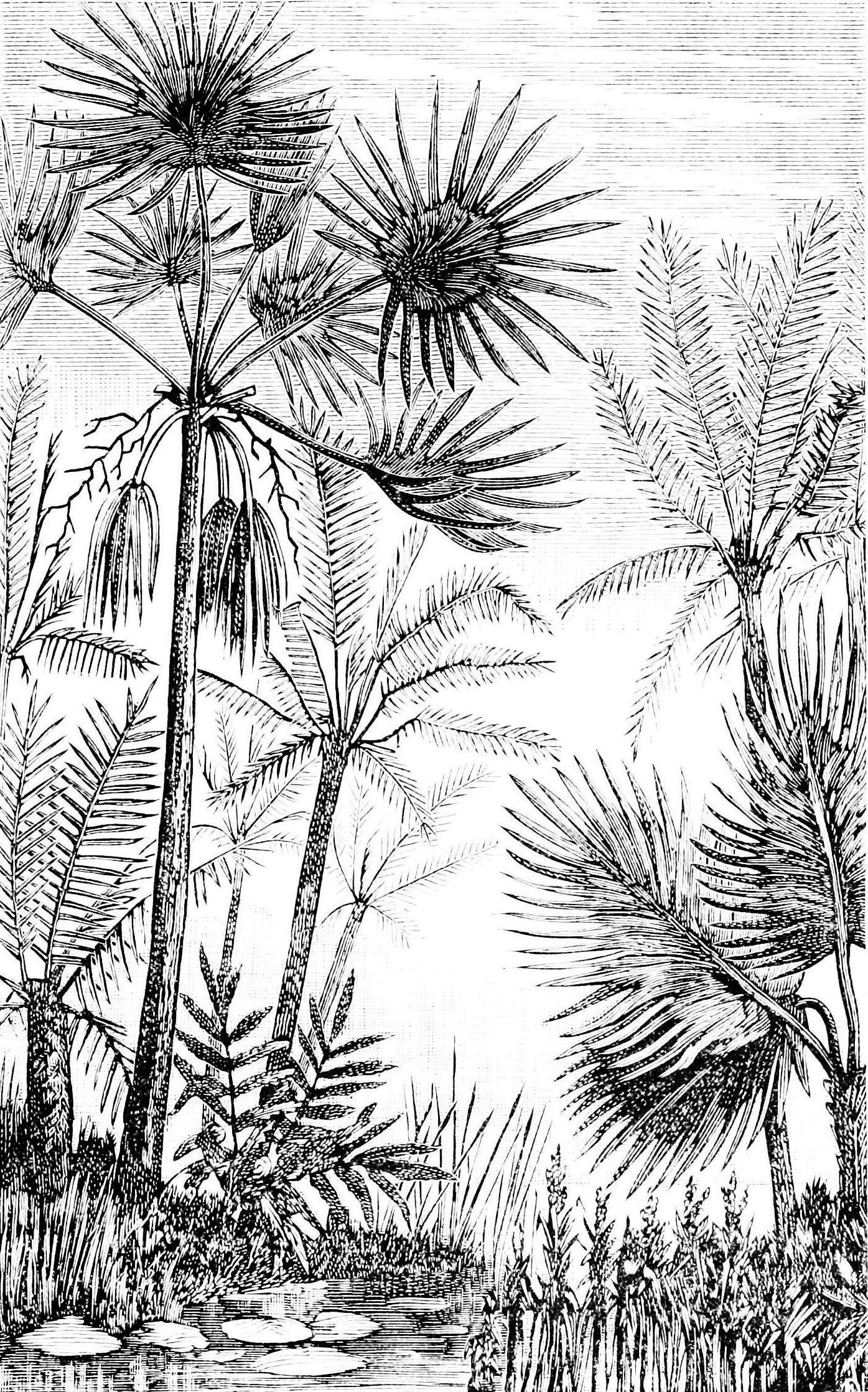
Cây họ cau và tuế có thể đã xuất hiện vào Đệ Tam giữa

Các loài sinh vật giống cây thời kỳ đầu tiên là dương xỉ một, cỏ đuôi ngựa và thạch tùng, chúng phát triển trong các khu rừng trong kỷ Cacbon. Cây đầu tiên có thể là Wattieza, hóa thạch này được tìm thấy ở tiểu bang New York năm 2007, có niên đại khoảng Devon giữa (khoảng 385 triệu năm trước). Trước khi phát hiện ra hóa thạch này, Archaeopteris từng được cho là cây thân gỗ sớm nhất. Cả hai nhóm này được sinh sản bằng bào tử thay vì hạt và chúng được xem là có liên kết giữa dương xỉ và thực vật hạt trần đã tiến hóa trong kỷ Trias. Thực vật hạt trần bao gồm các loài cây lá kim, tuế, Gnetophyta và ginkgo (bạch quả) và chúng có thể đã xuất hiện như là kết quả của sự kiện gen trùng lặp toàn bộ đã diễn ra vào khoảng 319 triệu năm trước. Ginkgophyta từng là một nhóm phân bố rộng rãi trong đó chỉ có một loài còn sinh tồn Ginkgo biloba. Loài bạch quả này được xem là hóa thạch sống vì nó có hình dạng không thay đổi so với các mẫu hóa thạch được tìm thấy trong các trầm tích kỷ Trias.
Trong suốt Đại Trung Sinh (245 đến 66 triệu năm trước) các loài cây lá kim đã phát triển mạnh mẽ và thích nghi dần trong nhiều môi trường sống chính trên cạn. Sau đó các dạng cây thân gỗ của thực vật có hoa đã tiến toán trong suốt kỷ Creta. Chúng bắt đầu thống trị các loài cây lá kim trong suốt phân đại Đệ Tam (66 đến 2 triệu năm trước) khi các khu rừng bao phủ toàn cầu. Khi khí hậu lạnh đi vào 1,5 triệu năm trước và kỷ băng hà đầu tiên trong 4 kỷ băng hà xuất hiện, các khu rừng thu hẹp lại diện tích khi băng mở rộng. Trong các kỳ gian băng, các loài cây tái chiếm lĩnh đất liền ngay sau bắt đầu thời kỳ băng hà tiếp theo.

## Sinh thái học
Cây là thành phần quan trọng của hệ sinh thái trên cạn, cung cấp môi trường sống cần thiên cho các quần xã sinh vật. Thực vật biểu sinh như dương xỉ, một số loài rêu, liverworts, phong lan và một số loài thực vật ký sinh khác (như chùm gởi) sống treo trên các nhánh cây; các loài này cùng với địa y sống trên cây, tảo, và nắm cung cấp các vi sinh cảnh cho chúng và các loài sinh vật khác, bao gồm cả động vật. Lá, hoa và quả cũng xuất hiện theo mùa. Trên mặt đất dưới tác cây là bóng râm, và thường có những loài sống tán dưới, lá rụng, cành rơi, và gỗ phân đang phân hủy, những yếu tố này cũng tạo nên một sinh cảnh khác. Cây ổn định đất, làm chậm dòng chảy tràn, giúp chống sa mạc hóa, có vai trò quan trọng trong điều tiết khí hậu và giúp duy trì đa dạng sinh học và cân bằng hệ sinh thái.
Nhiều loài cây hỗ trợ cho các loài động vật không xương sống đặc biệt của chúng. Trong các sinh cảnh tự nhiên, 284 loài côn trùng khác nhau được tìm thấy trên cây sồi Anh (Quercus robur)  và 306 loài động vật không xương sống trên cây sồi Tasmania (Eucalyptus obliqua).

## Hình ảnh

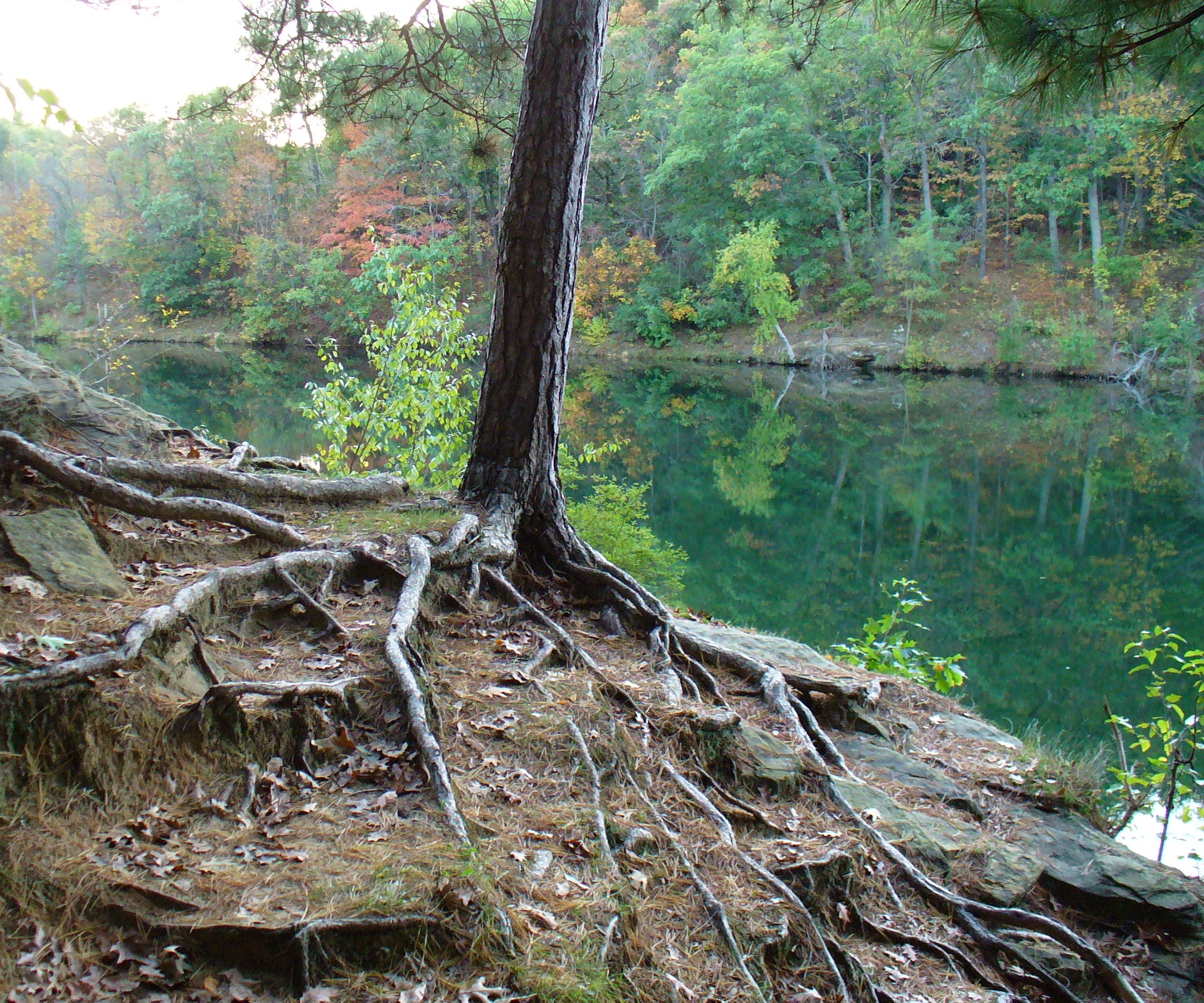
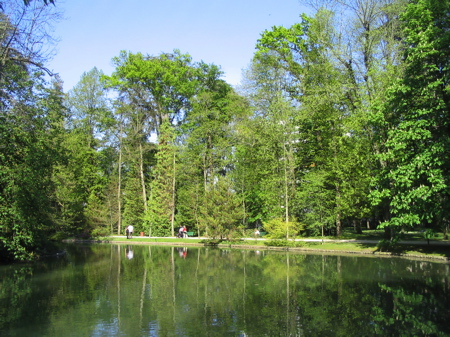
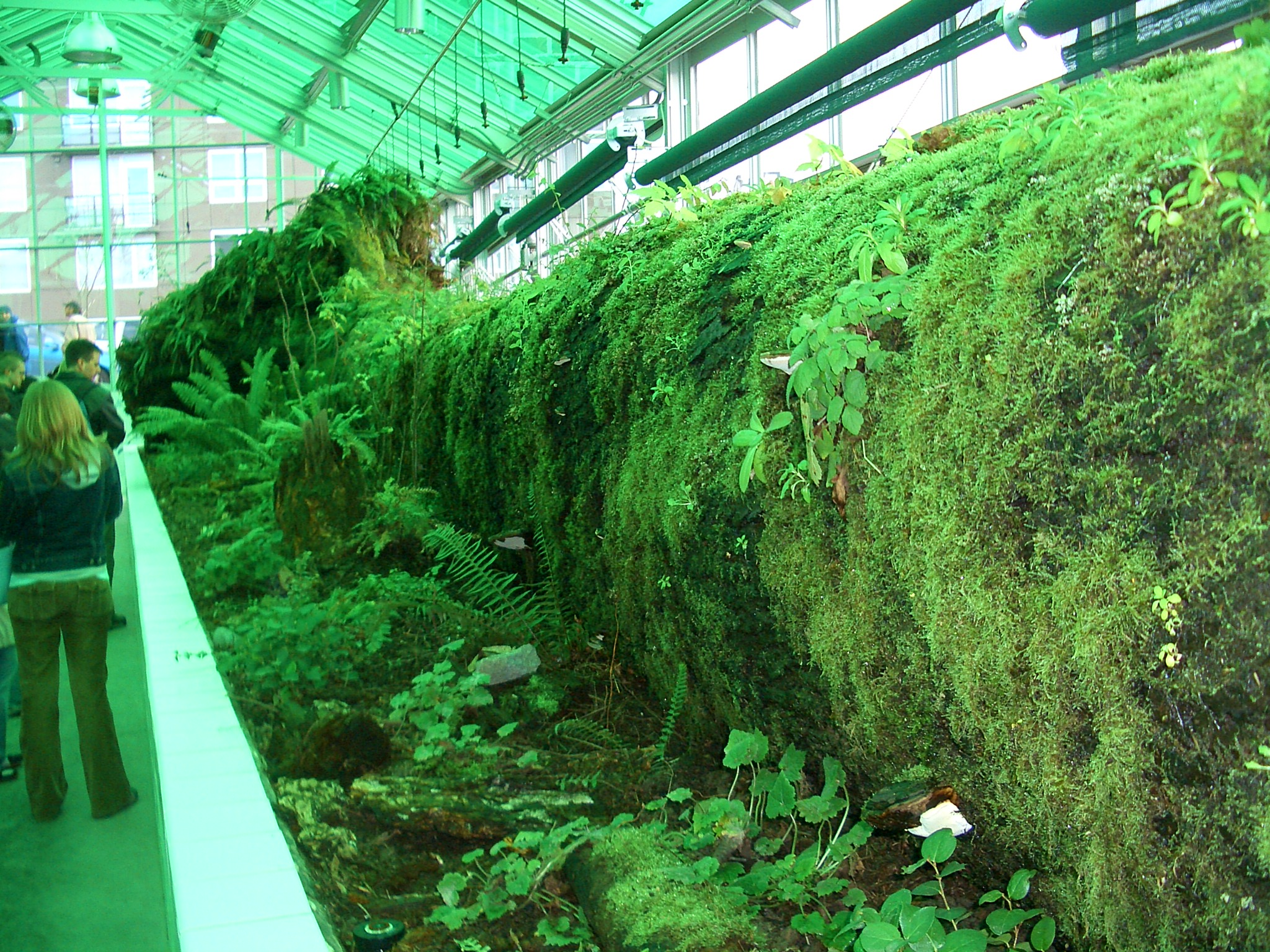
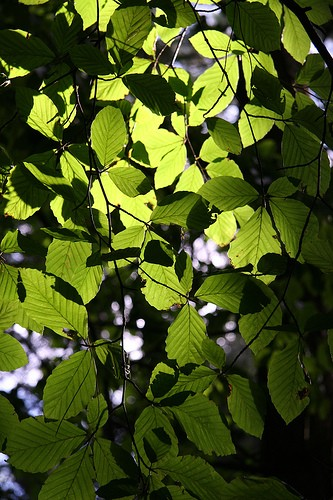